# Lycksele (Gemeinde)
Koordinaten: 64° 36′ N, 18° 41′ O

Lycksele ist eine Gemeinde (schwedisch kommun) in der schwedischen Provinz Västerbottens län und der historischen Provinz Lappland. Der Hauptort der Gemeinde ist Lycksele.
Weitere Ortschaften sind Hedlunda, Kristineberg, Rusksele u. a. m. Durch die Gemeinde führt die Europastraße 12 (Blå Vägen) und die Regionalstraßen 353, 360, 363 sowie 365. Durch die Gemeinde führt außerdem die Bahnstrecke Hällnäs–Storuman.

## Geographie
Die Gemeinde, die im Vorland des Skandinavischen Gebirges liegt, erstreckt sich etwa 140 Kilometer von Norden nach Süden. Durch die Gemeinde fließt der Ume älv, an dem auch der Hauptort liegt.

## Wirtschaft
Forstwirtschaft ist ein wichtiger Wirtschaftszweig. Unternehmen wie SCA Skog AB und Holmen Skog AB haben Niederlassungen in Lycksele. Auch Bergbauunternehmen wie Lappland Goldminers AB und Boliden Mineral AB bei Kristineberg sind ein traditioneller Wirtschaftszweig.

## Sehenswürdigkeiten
- In Kristineberg, 65 Kilometer nördlich von Lycksele, befindet sich eine unterirdische Kirche in der dortigen Grube 90 Meter unter der Erde.
- Forstmuseum Skogsmuseet
- Djurpark: Schwedens nördlichster Tierpark
- Ein jährlich neu errichteter Eisturm mit bis zu 50 m Höhe mitten im Flussbett